# Carollia benkeithi
Carollia benkeithi (Solari & Baker, 2006) è un Pipistrello della famiglia dei Fillostomidi diffuso nell'America meridionale.

## Descrizione

### Dimensioni
Pipistrello di piccole dimensioni, con la lunghezza della testa e del corpo tra 52 e 68 mm, la lunghezza dell'avambraccio tra 33,68 e 37,21 mm, la lunghezza della coda tra 5 e 14 mm, la lunghezza del piede tra 8 e 14 mm, la lunghezza delle orecchie tra 11 e 20 mm.

### Aspetto
La pelliccia è lunga, lanuginosa con gli avambracci privi di peli. I peli sono ovunque tricolori. Le parti dorsali variano dal color castano al bruno-grigiastro opaco, mentre le parti ventrali sono marroni. Il muso è allungato e conico. La foglia nasale è ben sviluppata, lanceolata, con la porzione inferiore saldata al labbro superiore mentre i bordi laterali sono ben separati. Sul mento è presente una grossa verruca circondata da altre più piccole disposte a U. Le ali sono attaccate posteriormente sulle caviglie. La coda è corta, circa un terzo della profondità dell'uropatagio, il quale è privo di peli. La tibia è relativamente corta. Il calcar è corto. Il cariotipo è 2n=22 FNa=38.

## Biologia

### Alimentazione
Si nutre di frutta.

## Distribuzione e habitat
Questa specie è diffusa nel Perù orientale, Bolivia nord-orientale e nel Brasile occidentale.
Vive nelle foreste tropicali fino a 1.000 metri di altitudine.

## Conservazione
Questa specie, essendo stata scoperta solo recentemente, non è stata sottoposta ancora a nessun criterio di conservazione.